# جامع ناجياهو
جامع ناجياهو (بالصينية:纳家户清真寺) أحد الجوامع التاريخية في ينشوان في منطقة نينغشيا ذاتية الحكم لقومية هوي

## التاريخ
بني المسجد في بداية عهد أسرة يوان . في عام 1987م، تم إدراجه كأثر مهم من قبل هيئة حماية الآثار الثقافية في نينغشيا.。

## الهندسة
مساحته حوالي 9000 متر مربع بطراز عنارة عربي صيني